# Qingzhen
Qingzhen (chinesisch 清镇市, Pinyin Qīngzhèn Shì) ist eine chinesische kreisfreie Stadt der bezirksfreien Stadt Guiyang, der Hauptstadt der Provinz Guizhou im Südwesten der Volksrepublik China. Sie hat eine Fläche von 1.389 km² und zählt 500.300 Einwohner (Stand: Ende 2018). Regierungssitz ist das Straßenviertel Qinglong (青龙街道).

## Administrative Gliederung
Auf Gemeindeebene setzt sich die kreisfreie Stadt aus einem Straßenviertel, vier Großgemeinden und sechs Gemeinden zusammen. 